# Santa Maria de Palera
Santa Maria de Palera és una església del poble de Palera, actualment del municipi de Beuda (Garrotxa), protegida com a bé cultural d'interès local. No s'ha de confondre amb el Sant Sepulcre de Palera, que és a prop.

## Descripció

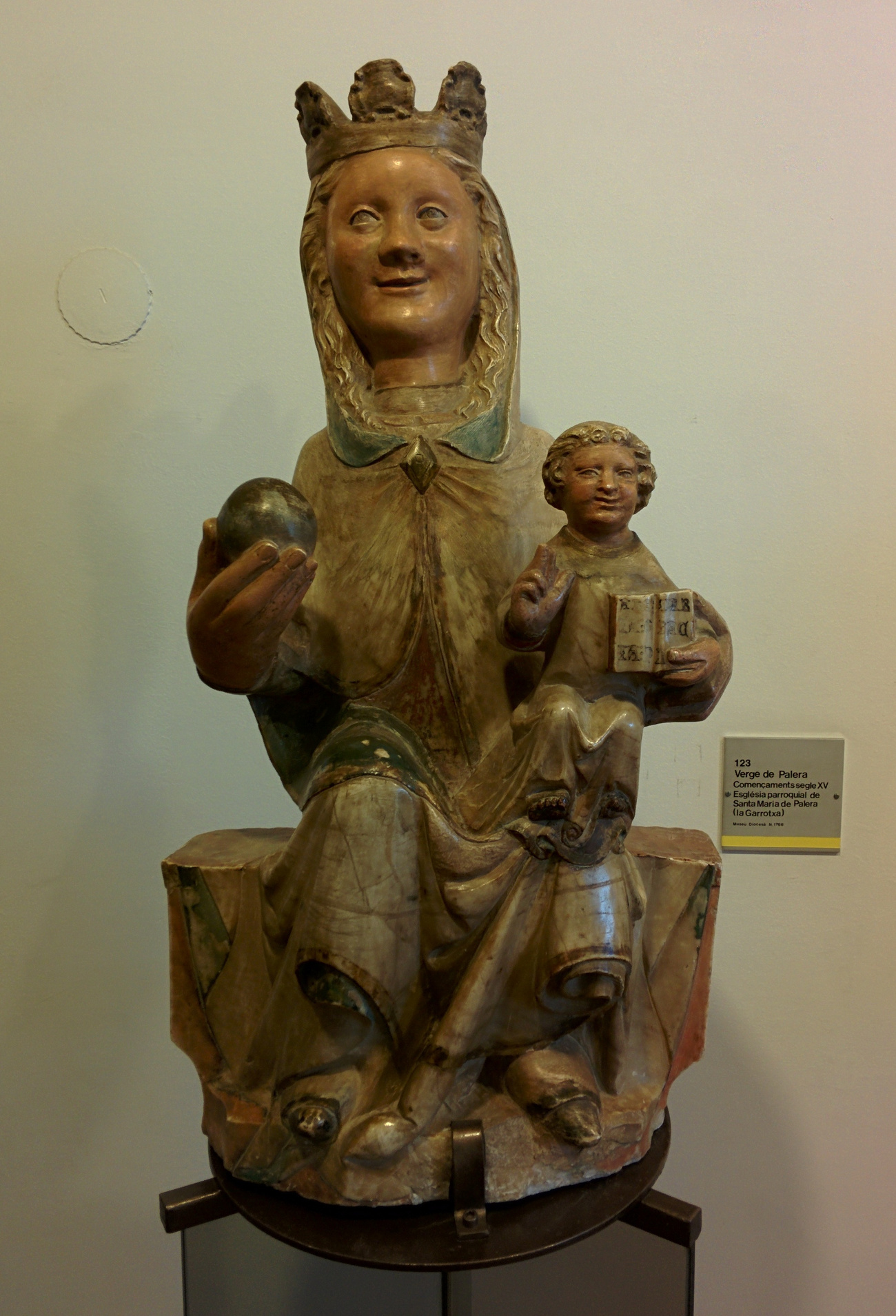
Santa Maria de Palera (s.XIV-XV). Museu Diocesà de Girona

Església d'una sola nau, amb absis semicircular al costat de llevant, amb cornisa i una finestra espitllerada al centre. La nau està coberta amb volta de canó reforçada per dos arcs torals. Per la banda de migjorn, en època tardana, es va bastir la sagristia. La porta d'entrada és a ponent i consta gravat a la fusta la data 1834. En aquesta mateixa façana s'assenta el vell campanar d'espadanya, de doble obertura, que posteriorment va convertir-se en torre de teulat a dues vessants.
Es conserva una pica baptismal d'època romànica, d'immersió. Està situada al costat dret de l'única nau de què disposa el temple; no té cap mena de decoració i fa 74 centímetres de diàmetre i 72 centímetres d'alçada.
A l'interior del temple es conserva, així mateix, una sepultura d'alabastre d'Antonius Ferrer, mort el 26 de setembre de 1789, capellà de LLigordà i Palera, oriünd de Figueres.

## Història
Antiga església parroquial del poble de Palera, construïda al segle xi i que, a l'acabament del segle xvi o començament del segle xvii, passà a convertir-se en sufragània de Sant Pere de Lligordà. Ve documentalment citada l'any 1085 a l'acta de consagració del monestir del Sant Sepulcre de Palera situat dins la seva jurisdicció eclesiàstica. La denominació del lloc es convertí en "Paleria" al segle xii, així consta igualment anotada, l'any 1362, en el "Llibre Verd" del Capítol de Girona.
Al Museu Diocesà de Girona s'hi conserva la imatge de Santa Maria, del segle xiv, d'alabastre policromat i 55 centimetres d'alçada, que s'hagué de restaurar després dels fets iconoclastes de 1936.
Adossada a aquest església s'hi troba la casa forta de la Masó, amb murs d'origen medieval.